# ネル・ホール・ホップマン
ネル・ホール・ホップマン（Nell Hall Hopman, 1909年3月9日 - 1968年1月10日）は、オーストラリア・シドニー市クーギー出身の女子テニス選手。本名は Eleanor Mary Hall Hopman （エリナー・メアリー・ホール・ホップマン）といい、「ネル」は彼女の愛称である。ハリー・ホップマンの妻として、夫婦ペアの混合ダブルスで活躍したのみならず、自らも優れたテニス教育者であり、「ビクトリア・ローンテニス協会」（Lawn Tennis Association of Victoria）の顧問としてオーストラリアの若手女子選手の育成に尽力した。

## 来歴
エリナー・メアリー・ホールは故郷のランドウィックにあるクラレモント大学で、テニスと音楽に優れた才能を発揮した。学生時代から勤勉さを育み、毎日6時間ピアノの練習に励んだ彼女は、1928年にロンドン王立音楽大学の教員免許状を取得したが、職業としてテニス選手の道を選んだ。1930年の全豪選手権混合ダブルスで、ホールはハリー・ホップマンと出会い、2人はジャック・クロフォード&マージョリー・コックス組を破って初優勝した。4年後の1934年3月19日、ネル・ホールとハリー・ホップマンは結婚式を挙げ、彼女は2つの姓を併用して「ネル・ホール・ホップマン」と名乗るようになった。音楽はその後も、彼女の人生に欠かせないくつろぎと喜びをもたらすものであった。
結婚の翌年、1935年にネルとハリーはウィンブルドン選手権の混合ダブルスで決勝に進出した。2人はこの決勝戦で、地元イギリスのフレッド・ペリー&ドロシー・ラウンド組に 5-7, 6-4, 2-6 で敗れた。それから、2人は全豪選手権の混合ダブルスで1936年・1938年・1939年に優勝し、夫婦ペアとして3つの優勝を加えた。4度目の混合ダブルス優勝を決めた1939年の全豪選手権で、ネルは初めて女子シングルス決勝に進出したが、ここではエミリー・ウェスタコット（1910年 - 1980年）に 1-6, 2-6 で完敗してしまう。
自らの選手経歴を築く傍ら、ネル・ホップマンは1938年にオーストラリア女子選手による海外遠征チームのキャプテンを務め、9ヶ月間にわたってヨーロッパ、イギリス、アメリカを遠征した。「オーストラリア・ローンテニス協会」が女子選手のための海外遠征を支援し始めたのは、これが2度目だった。当時は女子選手のための国際的なテニス団体戦がなく、オーストラリアの女子選手たちは海外に出るチャンスが限られていた。（当時行われていた女子テニス団体戦「ワイトマンカップ」は、アメリカとイギリスの女子選手によるチーム対抗戦だった。）その後間もなく第2次世界大戦が勃発し、テニス競技大会も戦争のため開催中止を余儀なくされる。ホップマンは戦時中、赤十字社のボランティアやイギリス軍の秘書の仕事をした。
終戦後の1947年、ネル・ホール・ホップマンは全豪選手権で8年ぶり2度目の女子シングルス決勝進出を決めたが、今度はナンシー・ウィン・ボルトンに 3-6, 2-6 で敗れ、この部門では2度目の準優勝に終わった。女子でもオーストラリア勢と海外選手の対戦機会を増やしたいと願い、ホップマンは「オーストラリア・ローンテニス協会」に説得を続ける。1949年と1950年の全豪選手権では、アメリカ女子のトップ選手であったドリス・ハートとルイーズ・ブラフの全豪出場を実現させた。1952年から1953年にかけては、モーリーン・コノリーをオーストラリアに招待した。コノリーは1953年の全豪選手権で初優勝を飾り、女子選手初の「年間グランドスラム」への第一歩を踏み出した。ホップマン夫妻とコノリーは親しい間柄になり、ネルとコノリーは1954年の全仏選手権女子ダブルスで優勝した。
1960年代に入ると、若手の女子選手たちはより自由な海外遠征を求めるようになり、個人戦よりもチーム団体戦を重視してきたホップマンと意見の対立が多くなった。この点は、オーストラリア人名事典では、「ホップマン夫妻に子供がなく、ネルは若手選手たちが教育者やコーチ、チーム監督に期待する事柄の変化を理解できなかった」と述べられている。ようやく1963年に、女子テニス国別対抗戦「フェデレーションカップ」が創設され、オーストラリアは第3回大会の1965年に初優勝を遂げた。ホップマンは1965年に女性として初めて「ビクトリア・ローンテニス協会」の終身会員に選ばれたが、その直後から激しい頭痛に悩まされるようになり、1966年に脳腫瘍の手術を受けた。1968年1月10日、夫のハリーがまだデビスカップ監督を務めていた間に、ネル・ホール・ホップマンは頭蓋内腫瘍のため58歳で死去した。

## 主な成績
- 全豪選手権
  - 女子シングルス：準優勝2度（1939年・1947年）
  - 女子ダブルス：準優勝3度（1935年・1937年・1955年）
  - 混合ダブルス：4勝（1930年・1936年・1937年・1939年）
- 全仏選手権 女子ダブルス優勝：1954年
- ウィンブルドン選手権 混合ダブルス準優勝：1935年